# IGPA
L'IGPA (en espagnol : indice general de Precios de Acciones) est un indice boursier de la bourse de Santiago du Chili, créé le 30 décembre 1980 avec une valeur originale de 100.
Il est révisé tous les ans à la fin de l'année.

## Composition
L'IGPA se compose de la majorité des actions des entreprises cotées à la bourse de Santiago, et son calcul est réalisé au prorata des capitalisations des différents titres qui le composent.